# Benedict, Nebraska
Benedict är en ort i York County i delstaten Nebraska, USA.